# 百事可樂標誌

百事可樂自1906－1940年使用的標誌

百事可樂標誌（英語：Pepsi-Cola sign）是美國紐約市皇后區長島市龍門廣場州立公園（甘泉公園）內的霓虹燈標誌牌，自曼哈頓和東河岸均可望見。該標誌建於1940年，最初安裝在百事公司的瓶裝廠上，由一個50英尺（15）高的百事可樂瓶和1906年版的百事可樂標誌字樣組成。
百事可樂的標誌字樣是由通用戶外廣告公司製作，在安裝後成為紐約州最長的電子標誌牌，其中的百事可樂瓶在1970年代被重新替換。1993年，Artkraft Strauss公司修復和重建已破損的百事可樂標誌，並於隔年重新安裝。2003年，百事可樂瓶裝廠關閉，該標誌被移往龍門廣場州立公園，而紐約市地標保護委員會則自1988年起多次舉辦公聽會，討論是否將該標誌列入城市地標，最終百事可樂標誌在2016年被指定為紐約市地標。

## 設計
原版的百事可樂標誌由通用戶外廣告公司（General Outdoor Advertising Corporation）製作，並安裝在位於第46大道和第5街的百事可樂瓶裝廠廠頂上，面朝西方的曼哈頓聯合國總部。標誌牌字樣為Pepsi:Cola 5c，尺寸為60乘120英尺（18乘37），旁邊裝有一個50-英尺（15-）長的百事可樂瓶。標誌中的5c字樣為藍色，配有藍色霓虹燈管，其餘字樣則為紅色，配有紅色霓虹燈管，而百事可樂瓶厚5英寸（130），由一對400瓦特（0.40千瓦特）的燈管照明。在標誌牌安裝的前一年，百事公司更改標誌字樣，在其周圍塗上藍色輪廓，後可能受到百事可樂字樣使用紅色燈管的影響，標誌在1940年安裝時又取消了藍色輪廓。
1993年，Artkraft Strauss公司重新設計了百事可樂標誌，同樣朝向西方的聯合國總部，並安裝在長49英尺（15）、寬150英尺（46）的鋼架上，離地面至少20英尺（6.1）高。標誌由鋁製的紅色Pepsi:Cola字樣組成，邊緣裝有15（0.59英寸）的霓虹燈管，而「P」和「C」是其中最高的字母，高44英尺（13）。鋁製的百事可樂瓶位於字樣右側，高50英尺（15），亦裝有霓虹燈管，且依照1970年代的可樂瓶風格上漆繪製，主要的區別是可樂瓶厚度因額外安裝一個電氣箱而被增加至9.5英寸（240）。標誌牌的基座是由40根打入下層基岩的樁基所構成，每個樁基具有4個5英尺（1.5）的混凝土樁帽。

## 歷史
長島市由於靠近曼哈頓和東河，因此在19世紀末及20世紀初發展成為商業和工業中心，百事可樂即是在長島市內發展的工廠之一。1937年，該公司自美孚石油公司收購東河旁的三塊土地，以擴大其在皇后區的業務，百事可樂也在此前於更內陸的第33街47－51號開設工廠。

### 原版標誌
原版的百事可樂標誌於1940年8月30日被安裝在百事可樂長島市瓶裝廠的頂部，成為瓶裝廠擴建的一部分，在當時被宣傳為紐約州最長的電子標誌牌，同時正值長島市大量企業在樓頂安裝大型標誌牌的時期，曼哈頓、昆斯博羅橋、長島鐵路或紐約地鐵高架線上均可看見。文件顯示，紐約市建築局於1940年5月批准該標誌的許可證。而當時包括1916年都市規劃方案在內的城市法規禁止商業標誌出現在住宅區，後來又將標誌牌的表面積限制在500平方英尺（46平方）內、高度限制在路緣上方40英尺（12），該些規定嚴重影響大型標誌牌的設置。
1940年代中葉，百事可樂的價格上漲，標誌牌上的5c字樣被移除，可樂瓶樣式也在1970年代被改為現代風格。1990年代末，長島市水岸附近的工業逐漸遷往別處，該地區因成為皇后西開發項目的一部分而進行規畫重建。
紐約市地標保護委員會最初於1988年4月開始考慮是否將百事可樂標誌作為城市地標。百事公司發言人表示，由於該標誌「幾乎就是個指標」，公司選擇以不更新標誌牌的方式反映出其現今的商標；時任皇后區區長克萊爾·舒曼則以影響皇后西的發展為由，提議將該標誌移往他處，百事公司對此表達反對，並表示該公司擁有獨立控制標誌的權利。在討論該標誌地位的公聽會上，皇后區區長辦公室的兩位發言人均反對將其賦予城市地標的資格，由於委員會成員對該提案缺乏興趣，因此紐約市地標保護委員會並未對此進行投票，直至1990年代末，地標保護委員會都未曾將單獨的標誌指定為城市地標。

### 重建和城市地標
原版百事可樂標誌在1992年12月的東北風暴中幾乎被完全摧毀，整個標誌牌在1993年底被拆除，而Artkraft Strauss公司在曼哈頓的工廠將其重建，字體樣式與原版相似。一位市政府發言人表示「改變這塊標誌就意味著其失去了一點紐約的質感」，而由於紐約市地標保護委員會仍在考慮將百事可樂標誌指定為城市地標，因此重建的各個方面均需取得地標保護委員會批准。2000年，百事公司宣布將撤走瓶裝廠，而皇后西、紐約市地標保護委員會及該公司在內均主張保留百事可樂標誌，之後地標保護委員會就是否保留該標誌再次舉辦公聽會。在百事公司將皇后區的業務全數轉移至學院角後，原先瓶裝廠的所在地隨即併入龍門廣場州立公園（甘泉公園）北部，成為該公園的一部分。

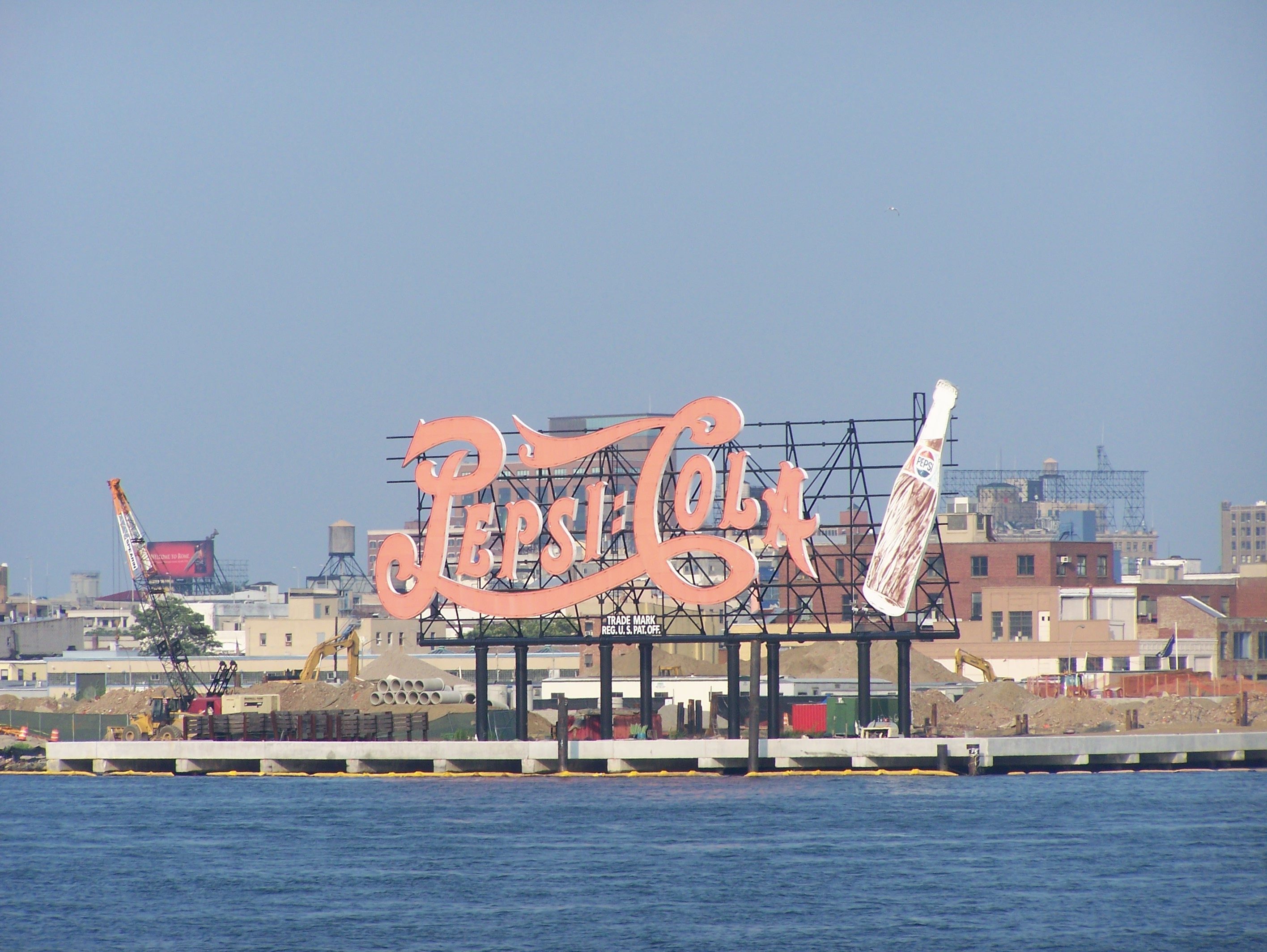
位於臨時地點的百事可樂標誌（攝於2006年）

百事公司於2003年出售其瓶裝廠，但該公司限制須將標誌牌安置在長島市水岸，並保留該標誌以及附近一塊面積為200乘60英尺（61乘18）的土地所有權。2004年，由於瓶裝廠的拆除工程及龍門廣場州立公園的建設，百事公司將標誌南遷300英尺（91），緊鄰州立公園，並且建造一個臨時基座，而攝影師維拉·盧特則紀錄了標誌牌拆卸和重組的過程。隨後該標誌於2008年移回原來的位置，並在同年底再次被拆解，準備重新安裝到長期設置的地點。2009年初，百事可樂標誌在龍門廣場州立公園的新位置被重新組裝，而百事公司將繼續維護該標誌。附近的46－10號中心大道（46-10 Center Boulevard）25層公寓開發項目將其8個樓層向內退縮12英尺（3.7），使公寓的建築外牆位在標誌牌後方45英尺（14），該公寓項目位於亨特角南僅靠州立公園東面的位置。

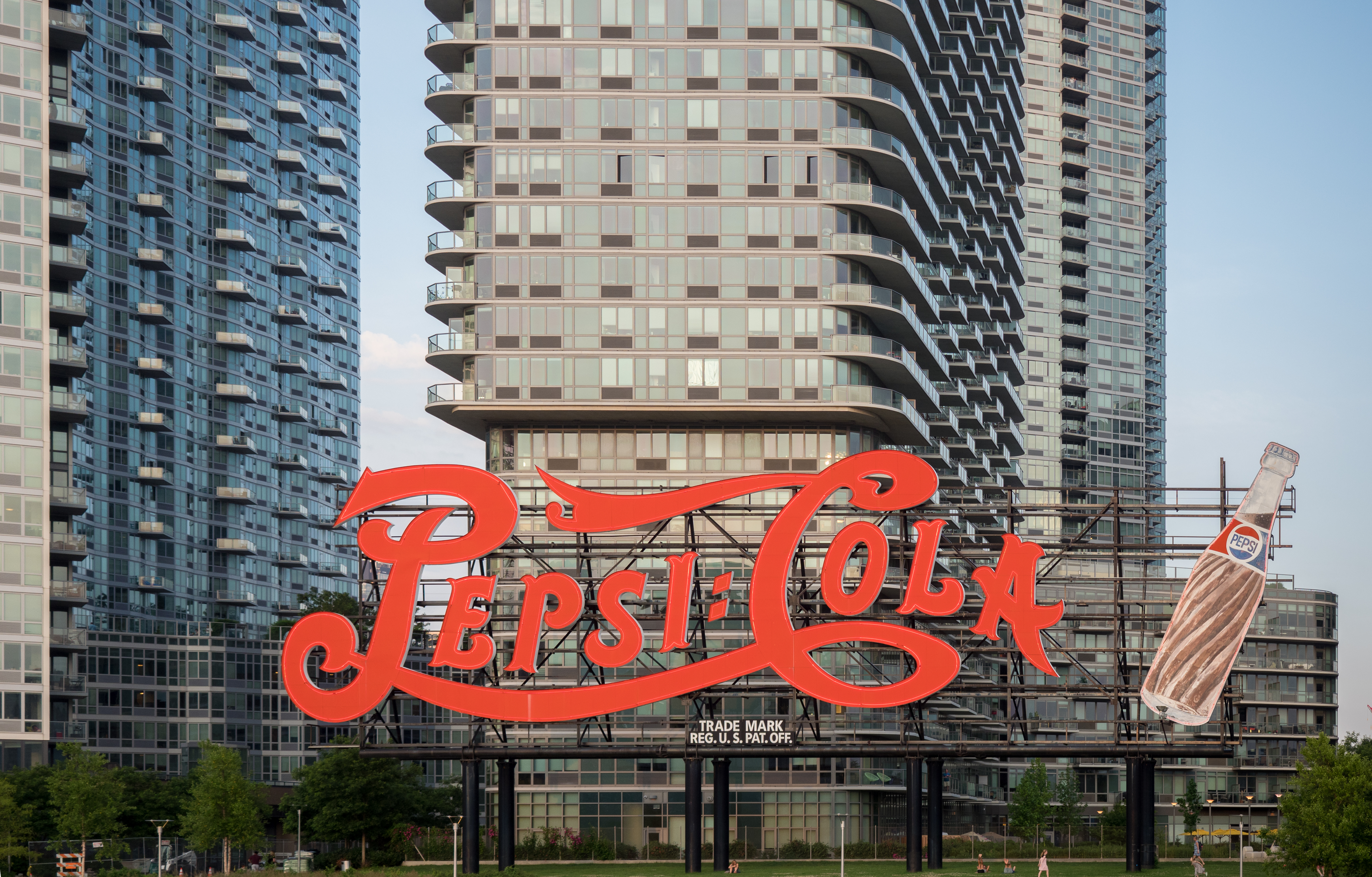
百事可樂標誌正面，可見後方的公寓為避開標誌牌而向內退縮（攝於2017年6月）

2015年底，紐約市地標保護委員會就是否將百事可樂標誌賦予城市地標的資格再次舉辦公聽會，會上大多數的意見偏向支持，但仍有包括標誌牌擁有者在內的部分人士表示反對，該標誌也是地標保護委員會積壓十多年但從未成為城市地標的95個景物之一。雖然根據地標保護委員會的規定，城市地標通常需具備30年的歷史，但重建後的標誌牌基本與原版標誌一致，且原版的標誌牌亦早已損毀，最終百事可樂標誌在2016年4月被正式指定為紐約市地標。
2019年8月至10月間，百事可樂標誌下方短期安裝了捷藍航空的標誌，此舉是由地標保護委員會批准的宣傳活動，但其隨後受到當地居民和網路評論員的批評，百事公司營銷副總裁南西·魯尼（Nancy Rooney）則表示，臨時增加的標誌牌是慶祝百事可樂與捷藍航空建立合作關係的「完美象徵」。索尼影業2024年上映的電影《蜘蛛夫人》中亦出現百事可樂標誌。

### 連結
- (PDF). New York City Landmarks Preservation Commission. 2016-04-12. （原始内容存档 (PDF)于2017-10-11） （英语）.

## 外部連結
- 维基共享资源上的相關多媒體資源：百事可樂標誌